# Ion Babici (Politiker)

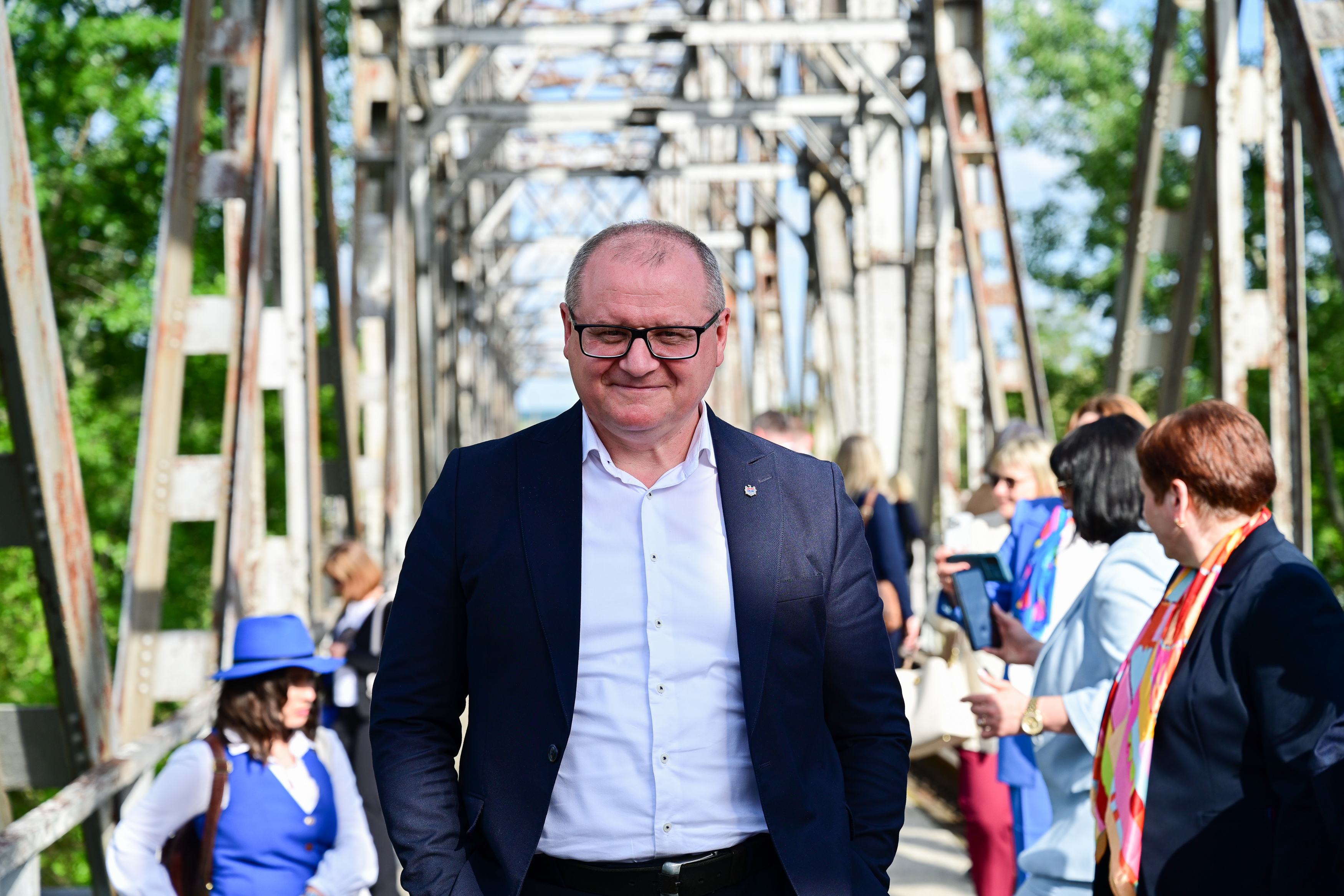
Ion Babici (2024)

Ion Andrei Babici (* 4. Oktober 1973 in Schineni, Rajon Soroca) ist ein Politiker der Partidul Acțiune și Solidaritate (PAS) in der Republik Moldau, der seit 2021 Mitglied des Parlaments ist.

## Leben
Ion Andrei Babici besuchte von 1988 bis 1992 die Polytechnische Schule in Bălți (Tehnicumul Politehnic din Bălți), war von 1992 bis 1996 als Elektrotechniker in der Landwirtschaftsgenossenschaft (Gospodaria Agricola) Schineni tätig und fungierte danach zwischen 1997 und 1999 als Sachbearbeiter für Jugend und Sport der Gemeindeverwaltung von Schineni. Im Anschluss bekleidete er von 2000 bis 2001 das Amt des Präsidenten der Landwirtschaftsgenossenschaft Schineni und nahm in dieser Funktion am Prozess der Privatisierung landwirtschaftlicher Flächen und der Konsolidierung der Genossenschaft mit landwirtschaftlichen Geräten und Maschinen, einschließlich Gebäuden teil. Zugleich war er zwischen 2000 und 2003 in Soroca als Regionalkoordinator des Nationalen Zentrums für Unterstützung und Information von Organisationen der Nichtregierungsorganisation „CONTACT“ in der Nordostregion der Republik Moldau tätig und koordinierte dort nationale Programme in den Bereichen ländliche Entwicklung, Genossenschafts- und NGO-Entwicklung, ehe er von 2003 und 2004 Geschäftsführender Direktor der Nichtregierungsorganisation „CONTACT“ in Soroca war.
Im Anschluss übernahm er zwischen 2004 und 2010 den Posten als Geschäftsführender Direktor und daraufhin von 2010 bis 2021 als Projektmanager des Jugendressourcenzentrums „Dacia“ in Soroca. Für seine Verdienste wurde er 2009 mit dem Orden Medalia „Meritul Civic“ ausgezeichnet. Während seiner Tätigkeit als Projektmanager für „CONTACT“ begann er 2011 ein Studium der Rechtswissenschaften an der Staatlichen Universität Moldau (USM), welches er 2015 abschloss.
2021 wurde Babici für die Partidul Acțiune și Solidaritate (Partei der Aktion und Solidarität), der er am 27. Dezember 2019 beigetreten war, Mitglied des Parlaments (Parlamentul Republicii Moldova). Derzeit ist er im Parlament Mitglied der Kommission für Umwelt, Klima und grünen Wandel (Comisia mediu, climă și tranziție verde). Darüber hinaus ist er Mitglied der Parlamentarischen Versammlung der Mitgliedstaaten des Südosteuropäischen Kooperationsprozesses (AP SEECP) und engagiert sich in der Freundschaftsgruppe mit der Schweiz, der Freundschaftsgruppe mit Irland, der Freundschaftsgruppe mit Japan sowie der Freundschaftsgruppe mit Luxemburg.
Aus seiner 2002 geschlossenen Ehe mit Stela Babici gingen die beiden Töchter Mădălina und Ionela Babici hervor.